# Philip Quast
Philip Quast (Tamworth, 30 luglio 1957) è un attore teatrale e cantante australiano, noto soprattutto per le sue performance nel teatro musicale londinese. Ha vinto tre Laurence Olivier Award al miglior attore in un musical: nel 1991 per il musical di Stephen Sondheim Sunday in the Park with George, in cui ricopre il ruolo del protagonista, il pittore puntinista Georges Seurat; nel 1998 per il musical di Dempsey e Rowe The Fix, nel ruolo di Grahame Chandler; nel 2002 nel musical di Rodgers e Hammerstein South Pacific, nel ruolo di Emille de Becque.

## Biografia

### Carriera
Quast è legato indissolubilmente al personaggio di Javert nel musical Les Misérables. Ha ricoperto questo ruolo in Inghilterra, in Australia, nel concerto del decimo anniversario del musical alla Royal Albert Hall (Les Misérables: The Dream Cast in Concert), nell'incisione discografica Les Misérables Complete Symphonic Recording e in Hey, Mr Producer: un concerto dedicato al produttore Sir Cameron Mackintosh.
Ha partecipato, con ruoli da protagonista, a vari musical. Tra i ruoli più noti si ricordano: Javert in Les Misérables, Neville in The Secret Garden, assieme ad Anthony Warlow; il giudice Turpin in Sweeney Todd, assieme a Bryn Terfel (Sweeney Todd); George in La Cage aux Folles, con Roger Allam. Nel 2006 ha ricoperto il ruolo di Juan Perón nel revival londinese del musical Evita, venendo nuovamente candidato al Laurence Olivier Nel 2007 e nel 2014 ha interpretato il giudice Turpin in una versione concertale del musical Sweeney Todd, a fianco del basso-baritono Bryn Terfel. Da aprile a giugno 2014 è stato impegnato con la Melbourne Theatre Company nell'opera Spettri diretta da Gale Edwards. Philip Quast è anche attore televisivo, soprattutto di soap opera, tra cui: Sons and Daughters, The Young Doctors e Police Rescue. Tuttavia l'ambiente in cui è riconosciuto il suo talento rimane quello teatrale, in particolare del musical.
La sua voce, molto versatile ed estesa, nel corso degli anni gli ha consentito di sostenere ruoli tipicamente tenorili (Archibald, George Seurat) e ruoli per bassi (Giudice Turpin). Il suo timbro baritonale riesce a spingersi con facilità nelle zone più profonde del registro sostenendo note tipicamente da basso quali Mi/Fa1 (Confrontation-Les Miserables o Pretty woman-Sweeney Todd) senza nulla togliere agli acuti tipicamente baritonali quali Fa#/Sol3 ("Javert's suicide" - Les Miserables o A "New Argentina" - Evita).

### Vita privata
Philip Quast è nato a Tamworth, in Australia, e vive in Gran Bretagna. È sposato, ha tre figli ed insegna alla National Institute of Dramatic Art in Australia.

## Incisioni discografiche
Quast può essere sentito in numerosi cast recording di vari musical; tuttavia, ha anche pubblicato un proprio album, intitolato Live at the Donmar.

## Teatrografia parziale
- Il gabbiano, di Anton Čechov, regia di Aubrey Mellor. NIDA Theatre di Kensignton (1979)
- L'opera del mendicante, di John Gay, regia di Aubrey Mellor. NIDA Theatre di Kensignton (1979)
- The Ballad of the Sad Cafe, di Edward Albee, regia di Robin Lovejoy. NIDA Theatre di Kensington (1979)
- Tre sorelle, di Anton Čechov, regia di Colin George. The Playhouse di Adelaide (1980)
- Pericle, principe di Tiro, di William Shakespeare, regia di Nigel Levings e Richard Roberts. Theatre 62 di Hilton (1980)
- Un mese in campagna, di Ivan Sergeevič Turgenev, regia di Nick Enright. The Playhouse di Adelaide (1980)
- Pigmalione, di George Bernard Shaw, regia di Kevil Palmer. The Playhouse di Adelaide (1981)
- Come vi piace, di William Shakespeare, regia di Nick Enright e Michael Fuller. Theatre 62 di Hilton (1981)
- La tragedia del vendicatore, di Thomas Middleton, regia di Richard Cottrell. The Playhouse di Adelaide (1981)
- Candide, libretto di Hugh Wheeler, colonna sonora di Leonard Bernstein, regia di John Bell. York Theatre di Chippendale (1982)
- Lettere d'amore, di A. R. Gurney, regia di Stephen Lloyd Helper e Peter Kingston. Teatro dell'Opera di Sydney (1990)
- Les Misérables, colonna sonora di Claude-Michel Schönberg, libretto di Alain Boublil e Herbert Kretzmer, regia di Trevor Nunn e John Caird. Theatre Royal di Sydney (1987)
- Les Misérables, colonna sonora di Claude-Michel Schönberg, libretto di Alain Boublil e Herbert Kretzmer, regia di Trevor Nunn e John Caird. Palace Theatre di Londra (1989)
- Sunday in the Park with George, libretto di James Lapine, colonna sonora di Stephen Sondheim, regia di Steven Plimott. National Theatre di Londra (1990)
- The Hunting of the Snark, libretto, colonna sonora e regia di Mike Batt. Prince Edward Theatre di Londra (1991)
- Les Misérables, colonna sonora di Claude-Michel Schönberg, libretto di Alain Boublil e Herbert Kretzmer, regia di Trevor Nunn e John Caird. Tour australiano (1991), tour UK (1992)
- Santa Giovanna, di George Bernard Shaw, regia di Gale Edwards. Novello Theatre di Londra, Theatre Royal di Bath (1993)
- Pene d'amor perdute, di William Shakespeare, regia di Ian Judge. Barbican Centre di Londra (1993)
- Into the Woods, libretto di James Lapine, colonna sonora di Stephen Sondheim, regia di Wayne Harrison. Teatro dell'Opera di Sydney (1993)
- Coriolano, di William Shakespeare, regia di Gale Edwards. Teatro dell'Opera di Sydney (1993)
- Canto di Natale, da Charles Dickens, regia di Ian Judge. Barbican Centre di Londra (1994)
- Les Misérables: The Dream Cast in Concert, colonna sonora di Claude-Michel Schönberg, libretto di Alain Boublil e Herbert Kretzmer, regia di John Caird. Royal Albert Hall di Londra (1995)
- The Secret Garden, libretto di Marsha Norman, colonna sonora di Lucy Simon, regia di Susan H. Schulman. Tour australiano (1995)
- Il diavolo bianco (o Vittoria Corombona), di John Webster, regia di Gale Edwards. Swan Theatre di Stratford-upon-Avon (1996)
- Macbeth, di William Shakespeare, regia di Tim Albery. Barbican Centre di Londra (1996)
- Troilo e Cressida, di William Shakespeare, regia di Ian Judge. Barbican Centre di Londra (1996)
- The Fix, libretto di John Dempsey, colonna sonora di Dana P. Rowe, regia di Sam Mendes. Donmar Warehouse di Londra (1997)
- The Secret Garden, libretto di Marsha Norman, colonna sonora di Lucy Simon, regia di Adrian Noble. Royal Shakespeare Theatre di Stratford (2000), Aldwych Theatre di Londra (2001)
- Pan, libretto di Frank Gauntlett, colonna sonora di autori vari, regia di John Banas. Capitol Theatre di Sydney (2000)
- South Pacific, libretto di Joshua Logan e Oscar Hammerstein II, colonna sonora di Richard Rodgers, regia di Trevor Nunn. National Theatre di Londra (2001)
- La capra o chi è Sylvia?, di Edward Albee, regia di Kate Cherry. Fairfax Studio di Melbourne (2003)
- A Funny Thing Happened on the Way to the Forum, libretto di Burt Shevelove e Larry Gelbart, colonna sonora di Stephen Sondheim, regia di Edward Hall. National Theatre di Londra (2004)
- Il giardino dei ciliegi, di Anton Čechov, regia di Howard Davies. Wharf 1 Theatre di Sydney (2005)
- Evita, libretto di Tim Rice, colonna sonora di Andrew Lloyd Webber, regia di Michael Grandage. Adelphi Theatre di Londra (2006)
- Follies, libretto di James Goldman, colonna sonora di Stephen Sondheim, regia di Bill Deamer. London Palladium di Londra (2007)
- Sweeney Todd: The Demon Barber of Fleet Street, libretto di Hugh Wheeler, colonna sonora di Stephen Sondheim, regia di David Freeman. Royal Festival Hall di Londra (2007)
- La Cage aux Folles, libretto di Harvey Fierstein, colonna sonora di Jerry Herman, regia di Terry Johnson. Menier Chocolate Factory e Playhouse Theatre di Londra (2008)
- Mary Poppins, libretto di Julian Fellowes, colonna sonora di Richard M. Sherman, Robert B. Sherman, George Stiles ed Anthony Drewe, regia di Richard Eyre e Matthew Bourne. His Majesty's Theatre di Melbourne (2010)
- Aspettando Godot, di Samuel Beckett, regia di Andrew Upton, con Hugo Weaving. Sydney Theatre di Sydney (2013)
- Spettri, di Henrik Ibsen, regia di Gale Edwards. Summer Theatre di Southbank (2014)
- an oak tree, testo e regia di Tim Crouch. National Theatre di Londra (2015)
- Sweeney Todd: The Demon Barber of Fleet Street, libretto di Hugh Wheeler, colonna sonora di Stephen Sondheim, regia di Lonny Price. David Geffen Hall di New York (2014), London Coliseum di Londra (2015)
- Follies, libretto di James Goldman, colonna sonora di Stephen Sondheim, regia di Tyran Parke. Melbourne Recital Centre di Southbank (2016)
- Follies, libretto di James Goldman, colonna sonora di Stephen Sondheim, regia di Dominic Cooke. National Theatre di Londra (2017)

## Filmografia parziale

### Cinema
- The First Kangaroos, regia di Frank Cvitanovich (1988)
- The Caterpillar Wish, regia di Sandra Sciberras (2006)
- Il matrimonio è un affare di famiglia (Clubland), regia di Cherie Nowlan (2007)
- The Devil's Double, regia di Lee Tamahori (2011)
- Truth - Il prezzo della verità (Truth), regia di James Vanderbilt (2015)
- La battaglia di Hacksaw Ridge (Hacksaw Ridge), regia di Mel Gibson (2017)

### Televisione
- Sons and Daughters  - serie TV, 29 episodi (1984–1985)
- Dottori agli antipodi (The Young Doctors) - serie TV, 2 episodi (1982-1983)
- The Damnation of Harvey McHugh - serie TV, 13 episodi (1994)
- Ultraviolet - miniserie TV, 6 episodi (1998)
- Corridors of Power - serie TV, 6 episodi (2001)
- Me & Mrs Jones, regia di Catherine Morshead - film TV (2006)
- Bed of Roses - serie TV, 7 episodi (2010)
- Picnic at Hanging Rock - miniserie TV, 6 episodi (2018)
- Between Two Worlds - serie TV, 9 episodi (2019)

## Doppiatori italiani
- Franco Zucca per La battaglia di Hacksaw Ridge
- Ambrogio Colombo per Il matrimonio è un affare di famiglia